# Näktergalen (saga)
Näktergalen är en saga av den danske författaren H.C. Andersen från 1843. Boken har självbiografisk anknytning där författaren i symbolisk form skildrar sin olyckliga kärlek till den svenska sångerskan Jenny Lind.

## Handling
Sagan handlar om en kejsare av Kina som har två magnifika trädgårdar som sträcker sig över hela landet. En dag får kejsaren höra talas om en fågel som sjunger vackrare än någon annan och bor i en av hans stora trädgårdar. Denna fågel är en näktergal. Kejsaren vill själv höra fågeln sjunga, så han bjuder in den till sitt palats. Men ingen vet var man kan finna denna fågel. Hovmännen frågar runt i palatset och i köket hittar de en kökspiga som vet var näktergalen finns. Hovmännen ber kökspigan att visa dem vägen till denna näktergal, i utbyte får kökspigan träffa kejsaren. 
Näktergalen besöker kejsaren och sjunger för honom. Fågeln får erbjudandet om att bo i palatset och sjunga för kejsaren varje dag. Efter en tid får kejsaren en konstgjord fågel och släpper ut den riktiga. Den konstgjorda är vackrare och sjunger lika vackert men efter ett tag går den konstgjorda fågeln sönder och kejsaren vågar bara använda den en gång i månaden.
Efter fem månader blir kejsaren sjuk. Den riktiga näktergalen som har hört om kejsarens tillstånd kommer då tillbaka och sjunger för kejsaren som blir frisk av näktergalens sång. Näktergalen är åter fri att komma och gå hos kejsaren.